# 綽力之城
綽力之城（英語：Sterling City），是一匹曾在香港出賽的已退役賽駒，練馬師是約翰摩亞。競賽生涯中一勝國際一級賽。

## 簡介
2013年6月16日，貝湯美策騎「綽力之城」勝出香港三級賽精英盃。
2013年10月27日，莫雷拉策騎「綽力之城」勝出香港二級賽精英碗。
2014年1月1日，韋達策騎「綽力之城」勝出香港三級賽華商會挑戰盃。
2014年3月29日，莫雷拉策騎「綽力之城」遠征杜拜，勝出美丹馬場的國際一級賽杜拜金莎軒錦標。賽後，馬會CEO應家柏說:「香港馬在杜拜高水準賽事贏了兩場一級賽，足證香港賽馬在國際馬壇上水準很高，外界不少人認為，香港短途馬水準每況越下，如今『崇山寶』和「綽力之城』在杜拜中揚威，可見香港短途馬已達國際級的高水準。」杜拜有份報章GulfNews更以「綽力之城」過終點時的雄姿做頭條封面，標題寫上King from Hong Kong（來自香港的王者）。
2014年5月18日，莫雷拉策騎「綽力之城」遠征新加坡，角逐克蘭芝馬場的國際一級賽KrisFlyer國際短途錦標，最終取得第五名，落後頭馬「天久」六又二分之一個馬位之後過終點。

## 在港勝出賽事全紀錄
| 比賽日期   | 賽事名稱            | 賽事班次 | 賽道 | 賽事路程 | 比賽馬場 | 名次 | 完成時間 | 騎師   |
| ---------- | ------------------- | -------- | ---- | -------- | -------- | ---- | -------- | ------ |
| 10/03/2012 | 友誼大橋讓賽        | 第四班   | 草地 | 1000米   | 沙田馬場 | 1    | 0:57.48  | 勞愛德 |
| 03/06/2012 | 大學堂宿舍讓賽      | 第三班   | 草地 | 1200米   | 沙田馬場 | 1    | 1:10.50  | 薛寶力 |
| 14/10/2012 | AQUAMOIST讓賽       | 第三班   | 草地 | 1200米   | 沙田馬場 | 1    | 1:09.49  | 柏寶   |
| 17/03/2013 | BMW PERFORMANCE讓賽 | 第二班   | 草地 | 1200米   | 沙田馬場 | 1    | 1:09.34  | 柏寶   |
| 16/06/2013 | 精英盃              | HKG3     | 草地 | 1400米   | 沙田馬場 | 1    | 1:20.72  | 貝湯美 |
| 27/10/2013 | 精英碗              | HKG2     | 草地 | 1200米   | 沙田馬場 | 1    | 1:09.11  | 莫雷拉 |
| 01/01/2014 | 華商會挑戰盃        | HKG3     | 草地 | 1400米   | 沙田馬場 | 1    | 1:22.26  | 韋達   |

## 在港以外的大賽賽績
| 比賽日期   | 賽事名稱              | 賽事班次 | 賽道   | 賽事路程 | 比賽馬場   | 名次 | 完成時間 | 騎師   |
| ---------- | --------------------- | -------- | ------ | -------- | ---------- | ---- | -------- | ------ |
| 29/03/2014 | 杜拜金莎軒錦標        | G1       | 全天候 | 1200米   | 美丹馬場   | 1    | 1:10.88  | 莫雷拉 |
| 18/05/2014 | KrisFlyer國際短途錦標 | G1       | 草地   | 1200米   | 克蘭芝馬場 | 5    | 1:09.17  | 莫雷拉 |